# Maarten Bosmans
Maarten Bosmans (Beveren, 4 maart 1977) is een Vlaams acteur.

## Loopbaan
Bosmans studeerde in 2001 af aan de Studio Herman Teirlinck. Hij speelt sinds seizoen vier de rol van Bruno Soetaert in de televisieserie Flikken. In deze serie speelde hij in het derde seizoen al eens de rol van carjacker (Gerrit). De rol van carjacker staat volledig los van zijn hoofdrol Bruno.
Ook speelde Bosmans mee in Oekanda en had hij een gastrol in onder andere F.C. De Kampioenen, Witse en Recht op Recht. Hij was ook te zien in Spoed als Harry. In het najaar 2009 was Bosmans te zien als Jansen in De Rodenburgs (VTM), in 2010 had hij een gastrol in Zone Stad als Jurgen Matthys. In 2011 was Bosmans te zien als Walter in Ella, het lief van kapster Cindy. Eind 2011 was Kiekens op antenne op VRT. Bosmans speelde daar de rol van Matthijs van der Noot.  Sinds enkele jaren is Maarten een van de vaste gezichten in Loslopend wild & gevogelte, een serie die al drie seizoen loopt op VRT.
Naast televisie is Bosmans ook actief in het theater. Hij speelde onder andere bij Het Toneelhuis en Theater Froe Froe. Van 2009 tem 2010 speelde Bosmans mee in AVAAR, een bewerking van De Vrek van Molière. Deze productie speelde 284 keer in Frankrijk. In 2011 speelde hij voor Het Gevolg in De Drie Musketiers, daarna ook nog in De Vertelcarousse met een eigen vrije bewerking van  Otasanek. Verder was hij te zien in Josette, Repelsteel, Koken met Bossie en Killie Billie. Allemaal producties van theater Froe Froe.
Eind 2012 liep er opnieuw een tournee van Josette, een productie van Froe Froe. Hij was ook verliezend finalist in het programma Masterchef in 2012. Vanaf 14 februari 2014 is hij te zien als de man van het sloopbedrijf in K3 Dierenhotel. In 2016 had hij een gastrol in Patrouille Linkeroever. In 2018 is hij te zien als Twan Meskens in de televisieserie Thuis. En in 2019 starten de opnames van twee extra reeksen Loslopend wild & gevogelte. Maarten zal aan deze reeksen ook meewerken als vaste acteur sinds het begin van de reeks.
Naast theater en televisie is Maarten ook het gezicht van "Schatjes van patatjes" van Lutosa, nu Belviva, een reclamespot voor de Belgische tv.

## Persoonlijk
Bosmans was getrouwd met collega-actrice Nele Goossens van 2005 tot 2013. Ze kregen samen een dochter. Hij hertrouwde in 2017 en kreeg nog drie kinderen.

## Filmografie
- Recht op Recht (2001) - Mike
- Flikken (2001) - Gerrit Callaerts
- Flikken (2002-2008) - Bruno Soetaert
- The Incredibles (2004) - Overige stemmen
- F.C. De Kampioenen (2005) - Julien
- Oekanda (2005) - Several
- Spoed (2007-2008) - Harry Tabasco
- Mega Mindy (2007) - Jimmy
- Hotel op stelten (2008) - Agent
- Aspe (2008) - Reggie De Beule
- Happy Singles (2008)
- De Rodenburgs (2009-2010) - Jansen
- Ella (2010-2011) - Walter Deprez
- Dag & Nacht: Hotel Eburon (2010) - René
- Zone Stad (2010) - Jurgen Matthys
- Goesting (2010) - Serge
- Team Kwistenbiebel (2010) - Stijn
- Kiekens (2011-2012) - Matthijs Vandernoot
- Witse (2011) - Ruben Moens
- Loslopend wild (2012-heden) - diverse rollen
- Danni Lowinski (2012-2013) - Chris Leyman
- Familie (2012) - Robert Schepers
- Familie (2013) - Geert Segers
- Aspe (2013) - Raf Smets
- Zone Stad (2013) - Roel Swinnen
- Binnenstebuiten (2013) - Jos Meijnders
- Lang Leve... (2013) - Hugo Matthysen
- ROX (2013) - Kolonel Bosmans
- Vermist (2014) - Solliciterend Rechercheur
- K3 Dierenhotel (2014) - Man van het Sloopbedrijf
- De zonen van Van As (2014)
- Amateurs (2014) - Marcel Bouve
- Tom & Harry (2015) - Agent
- Nachtwacht (2015) - Brillenverkoper
- De zoon van Artan (2015) - Gregorius
- Patrouille Linkeroever (2016) - Ruziënde buurman
- Callboys (2016)
- Professor T. (2016) - Meneer Laenen
- De Kotmadam (2016) - Kurt
- Allemaal Chris (2017) - Yogaleraar
- Allemaal Familie (2017)
- Zie mij graag (2017) - Politieagent aan de schoolpoort
- Wij (2018) - Buitenwipper De Piramide
- Thuis (2018) - Twan Meskens
- Buck (2018) - Wilhelm Von Tannenfels
- Mekbet (2019) - Moordenaar
- De Kotmadam (2022) - Oscar
- Fair Trade (2023) - Meester Guido Jacobs